# Félina
Rahne Sinclair, alias Félina (« Wolfsbane » en version originale) est une super-héroïne évoluant dans l'univers Marvel de la maison d'édition Marvel Comics. Créé par le scénariste Chris Claremont et le dessinateur Bob McLeod (en), le personnage de fiction apparaît pour la première fois dans le comic book The New Mutants (en) (Marvel Graphic Novel (en) #4) en septembre 1982.
Mutante d'origine écossaise, Félina possède la capacité de se transformer en loup ou dans un état de transition quelque part entre l'homme et le loup, semblable à un loup-garou. Elle a depuis perfectionné ses pouvoirs pour basculer entre les caractéristiques humaines et celles du loup, mais doit garder ses instincts sauvages à distance pour y parvenir.
Le personnage a été l'un des membres fondateurs des Nouveaux Mutants, une équipe de jeunes super-héros mutants rassemblés par le professeur Xavier pour remplacer les X-Men, qu'il croyait alors décédés.

## Biographie du personnage

### Origines
Orpheline écossaise élevée à la dure par le pasteur protestant fanatique Craig, Rahne était une adolescente assez mal dans sa peau et peu sure d'elle. Le révérend l'accablait en permanence, la traitant de pécheresse et fustigeant tous ses désirs. Lorsqu'à l'âge de 14 ans, Rahne manifesta son pouvoir pour la première fois, le révérend la crut possédée par le démon et elle se retrouva sur le point d'être lynchée par une foule de villageois enragés. Elle fut heureusement sauvée par le Docteur Moira MacTaggert qui la recueillit et la confia finalement au professeur Xavier. Ce dernier rassemblait alors les Nouveaux Mutants, un groupe supposé remplacer les X-Men qu'il croyait décédés.
L'intention de Xavier n'était pas de recruter une équipe de combat, mais d'offrir un sanctuaire pour des mutants comme Rahne les protégeant de l'oppression et leur apprenant comment mieux employer leurs pouvoirs. Cependant, comme avec les étudiants originaux de Xavier, Rahne et ses équipiers sont fréquemment confrontés au mal. Peu de temps après que Xavier a formé l'équipe, celui-ci quitte la Terre, laissant son ancien ennemi Magnéto diriger l'école. Magnéto n'a eu que très peu de rapports avec ses étudiants, et ils sont de plus en plus impliqués dans des aventures dangereuses sans sa permission. En conséquence, Rahne est allée dans des civilisations perdues, dans l’espace, dans d'autres dimensions, et a voyagé dans le passé et le futur.
Du fait de son éducation première, Rahne calque continuellement son comportement par rapport à son éducation religieuse. Elle est un peu timide, extrêmement fragile et se sous-estime toujours. Sa foi religieuse l'a toujours persuadée que sa lycanthropie était une malédiction du ciel. Elle s'intéresse beaucoup à la littérature fantasy, et aime s'imaginer comme une princesse de conte de fées.
Rahne se lia rapidement d'amitié avec ses nouveaux coéquipiers, notamment avec Danielle Moonstar, et apprit enfin à vivre sans avoir honte de ce qu'elle était.
Un des premiers traumatismes vécu par Rahne, en tant que Nouveau Mutant, est la perte de contrôle de ses pouvoirs, perte qui a également affecté son équipier Roberto DaCosta (Solar). Elle a même plus tard été tuée et ressuscitée par l'être connu sous le nom de Beyonder. Elle a été enlevée de nombreuses fois et a connu beaucoup de violence, particulièrement pour quelqu'un d'aussi innocent qu’elle. Parfois Rahne se réconfortait grâce à des visites à sa mère adoptive, Moira MacTaggert, mais la majeure partie du temps, ses amis et coéquipiers représentaient sa famille.
D'un naturel plutôt timide et romantique, Rahne s'est secrètement amourachée de la plupart de ses coéquipiers masculins, mais c'est avec Doug Ramsey (Cypher), qu'une idylle semblait enfin se profiler, lorsque le garçon fut assassiné en tentant de la sauver. Les sentiments de Rahne se sont aussi tournés vers Sam Guthrie (Rocket), mais il la remarquait à peine. Plus tard, Illyana, que Rahne avait appris à aimer, a régressé de l'adolescence à l’enfance. À ce moment, le X-Manoir a été détruit, et Magnéto ayant abandonné ses étudiants, ils se retrouvèrent seuls et sans domicile.
S'associant à Rictor et à Boom Boom des X-Terminators, ils se sont bientôt retrouvés à Asgard. Là, Rahne a commencé à tisser des liens avec Rictor. Quand ils ont laissé à Asgard la meilleure amie de Rahne, Dani, celle-ci a eu beaucoup de mal à la quitter.

### Génosha
Quelque temps plus tard, alors que Cable avait repris la direction de l'équipe, Rahne fut enlevée et subit une expérience qui la changea en esclave sur l'île de Genosha. Entre autres conséquences, Rahne devint incapable de reprendre sa forme humaine. Elle adopta un comportement de plus en plus bestial, devint violente et horrifiée par l'apparence dont elle était prisonnière. Elle intégra néanmoins Facteur-X, qui était alors sous le contrôle du gouvernement et mené par Havok (Alex Summers) dont elle s'éprit sauvagement ; ce lien a été créé de toutes pièces à Génosha, où ils avaient été soumis tous deux à un contrôle psychique.

### Excalibur
Rahne finit par guérir et retrouver son humanité grâce à l'intervention de la mutante Haven. Elle retourna alors en Écosse où elle intégra l'équipe d'Excalibur durant quelque temps. Elle put ainsi prendre soin du Dr McTaggert qui souffrait du virus Legacy, régler ses comptes avec le révérend Craig et surtout, faire le deuil de son défunt ami, Doug Ramsey.
Rahne avait alors beaucoup changé. Elle avait toujours des pensées très conservatrices, mais n'était plus la petite fille timide qui portait une chemise au-dessus de son maillot de bain. Elle priait toujours, mais pas avec la crainte de la malédiction éternelle. Pour une raison inconnue, ses cheveux normaux ont finalement commencé à devenir plus longs (ils restaient ras au départ).
Ces dernières années, Rahne a également vécu la disparition d’Illyana Rasputine (Magik) et de son frère Peter (Colossus). Chez Excalibur, Rahne et Douglock ont commencé une amourette infortunée. Elle a appris ensuite que Douglock est en réalité Warlock, avec la mémoire de Doug.
Pendant une réunion des Nouveaux Mutants, Rahne et ses équipiers ont rencontré leurs doubles plus jeunes, et ont dû faire un adieu déchirant à Illyana et à Doug encore une fois.
Rahne avait déjà beaucoup changé, mais deux événements majeurs allaient encore la bouleverser. La mutante terroriste Mystique (Raven Darkholme) la priva de ses pouvoirs mutants et assassina le Dr McTaggert. Rahne disparut alors quelque temps, cherchant l'oubli, avant de revenir à l'institut Xavier sous les traits d'une jeune femme effrontée et diablement belle, oubliant la petite fille timide et prude des Nouveaux Mutants.
Bien que dépossédée de ses pouvoirs, Rahne revint à l'institut où la jeune femme eut une aventure avec Josh Foley (Elixir), l'un des élèves de l'institut dont le pouvoir lui rendit subitement ses pouvoirs. Perdant aussitôt le contrôle d'elle-même, Félina blessa grièvement Josh. Le garçon fut sauvé par son propre pouvoir auto-guérisseur, et Dani Moonstar parvint à raisonner Rahne qui revint finalement à l'Institut.
Là, une équipe de jeunes mutants, nommés les Parangons, lui fut confiée. Mais son aventure avec Elixir fut dénoncée, et elle décida de quitter l'école.

### X-Factor Investigation
Rahne a dernièrement intégré la nouvelle mouture de l'équipe X-Factor Investigation, une sorte d'agence de détectives mutants, aux côtés de l'homme-multiple (Jamie Madrox), Malabar (Guido Carosella), Cyrène (Theresa Rourke), Layla Miller et Rictor (Julio Esteban Richter). Récemment, elle a eu une vision du futur où elle tuait Jamie et Layla le jour de leur mariage.
Récemment, après un bref passage sur Utopia où elle retrouva son amant Hrimhari, elle est revenue auprès de Facteur-X, enceinte, et a fait croire à Rictor qu'il était le père de son enfant. À cette occasion elle apprend la relation homosexuelle qu'il avait avec Shatterstar.

## Pouvoirs et capacités
Rahne Sinclair est une mutante qui possède des pouvoirs de lycanthropie, pouvant se transformer en un loup ou une créature humanoïde similaire à un loup-garou, à ceci près qu'elle n'est pas soumise aux cycles lunaires. Son pouvoir lui permet de se transformer en loup à tout moment, mais aussi d'adopter une forme intermédiaire mi-femme, mi-louve, combinant les meilleurs attributs des deux espèces.
Sous sa forme lupine, elle conserve pratiquement toute son intelligence humaine. Elle ne possède cependant pas les instincts d'un loup et doit donc apprendre à employer ses capacités. Quand elle est transformée en loup, elle bénéficie d'organes vocaux similaires à ceux des loups et donc ne peut donc pas parler comme un humain ; par contre, elle peut communiquer par télépathie avec son ancienne équipière Mirage (Danielle Moonstar) grâce au pouvoir télépathique de celle-ci.
- Sous sa forme lupine, Félina possède une force, une vitesse, des réflexes et des sens semblables à ceux d'un loup. Elle peut voir dans l'ultraviolet et l'infrarouges. Comme les loups, elle perçoit des choses grâce à la chaleur. Ainsi, elle peut voir des choses même dans l'obscurité.
- Elle peut entendre les bruits qui sont au-delà de la gamme de l'audition humaine. Elle peut également détecter les odeurs que les humains ordinaires ne peuvent pas sentir ; elle peut alors traquer quelqu'un à partir de son odeur naturelle, comme le ferait un loup ou un chien.
- Dotée de sens très aiguisés, elle possède aussi une étonnante capacité de rétablissement, probablement due à un facteur guérisseur faisant partie de sa mutation.

## Entourage

### Amours
Depuis que son équipier Roberto DaCosta a embrassé sa main en la saluant, Rahne a toujours montré un vif intérêt pour le sexe opposé. Son premier coup de cœur fut pour Sam Guthrie, bien qu'il n'ait jamais eu de sentiments pour elle autres qu’amicaux.
Dans ses tentatives pour séduire Sam, Rahne s'est trouvée embarrassée maintes et maintes fois. Elle a souvent exprimé sa jalousie envers Lila Cheney, la petite amie de Sam. Sam est toujours cher à Rahne, et celui-ci l’a « adoptée » comme petite sœur.
Son deuxième intérêt romantique n'était pas humain ; c'était le Prince Loup Hrimhari. Leur attraction était entre eux évidente, bien qu'ils n'aient jamais eu un vrai rapport.
Rahne a commencé ensuite à s’intéresser à son équipier Doug (Cypher) Ramsey, et les deux ont eu un sentiment mutuel. Les quelques moments qu’ils ont eus étaient doux mais malheureusement Doug a été tué.
Peu après Rahne a commencé à s’intéresser à Julio Esteban (Rictor) Richter, qui a eu l’honneur d’être le premier à embrasser Rahne.
Leur relation s’est terminée quand Rahne a subi des expérimentations à Genosha. Elle a eu alors une forte agitation hormonale qui l'a faite se ruer sur Alex et Jamie Madrox (Multiple). Rahne a vu de nouveau Ric et a eu son deuxième baiser passionné.
Sa jalousie envers Lorna Dane (Polaris, partenaire d’Havok) est par la suite devenue violente. Heureusement Rahne a été soignée par Haven avant que beaucoup de dommages n'en découlent.
Quand l'extraterrestre connu sous le nom de Douglock est apparu, présentant des similarités non seulement avec Warlock mais aussi avec Doug Ramsey, Rahne l'a immédiatement traité en ami et rapidement les deux ont entamé une relation. Bien qu'ils aient partagé un baiser, ils sont restés amis. Douglock a depuis découvert qu'il était en fait Warlock, mais avec la mémoire de Doug Ramsey.
Josh Foley (Elixir) s’est intéressé à Rahne dès qu'il a posé les yeux sur elle. Elle a été attirée par Josh, et c’est en l’embrassant qu’elle a récupéré ses pouvoirs. Kevin (Wither) Ford les a dénoncés au corps enseignant, de honte Rahne quitte l'école . Cela entraîne également la rupture d'Elixir avec Giroflée, sa petite amie. C'est d'ailleurs probablement pour briser leur couple que Wither les a dénoncés.

### Ennemis connus
Le mutant moyen ne manque jamais d'ennemis, et Rahne ne fait pas exception. Le premier danger auquel elle fut confrontée vint du révérend Craig losqu’il la chassa et tenta de la brûler avec l’aide des villageois.
Tandis que Xavier recueillait les cinq nouveaux mutants originaux, Rahne et les autres se retrouvaient à combattre Donald Pierce, le cyborg qui était précédemment membre du cercle intérieur du club des damnés. Rahne fut sévèrement blessée dans la confrontation, mais guérit rapidement.
Rahne affronta les Sentinelles pratiquement dès son arrivée aux États-Unis.
Rahne et les autres nouveaux mutants furent à plusieurs reprises en concurrence avec les Hellions, une autre équipe de mutants débutants de l'académie du Massachusetts (une école dirigée par le Club des damnés). Bien que Rahne ait toujours été en bon termes avec Catseye, les Hellions restèrent ses rivaux.
Pendant la deuxième guerre secrète[Quoi ?], Rahne et les autres nouveaux mutants furent massacrés par le Beyonder, un être tout-puissant. Celui-ci les ressuscita, mais dans le processus, Rahne et le reste de l'équipe perdirent beaucoup de leur formation et subirent des dommages psychologiques.
Peu de temps après, l'équipe entière fut enrôlée chez les Hellions de la reine blanche. Ses intentions étaient loin d'être bienveillantes.
Bien que la puissance de Rahne puisse sembler relativement peu impressionnante, elle a fait face à des ennemis de force incomparable, comme le père de Warlock, Magus.
Karma, l'équipière de Rahne, fut pendant une longue période possédée par l'entité psychique malveillante connue sous le nom d'Amahl Farouk, le roi d'ombre. Farouk causa aux jeunes mutants beaucoup de peine et de blessures avant que Karma soit finalement sauvée.
Quand les nouveaux mutants étaient captifs du scientifique maniaque l'Ani-Mator, l'esprit de Rahne fut presque brisé. Son ami Doug (Cypher) Ramsey fut tué dans la bataille, juste quand une histoire d’amour commençait entre eux.
Dans cette même bataille, Rahne rencontra pour la première fois Cameron Hodge, qui fut plus tard responsable d’expérimentations sur elle. Par ce processus, il créa des esclaves mutants. Quoique partiellement guérie après que les X-Men eurent défait Hodge, il fallut longtemps avant que Rahne soit entièrement guérie par Haven. Jusque-là, Rahne ne pouvait pas retrouver sa forme humaine. Les supplices qu'elle endura pendant ce temps étaient presque insupportables, et en firent quelqu’un de très agressif.

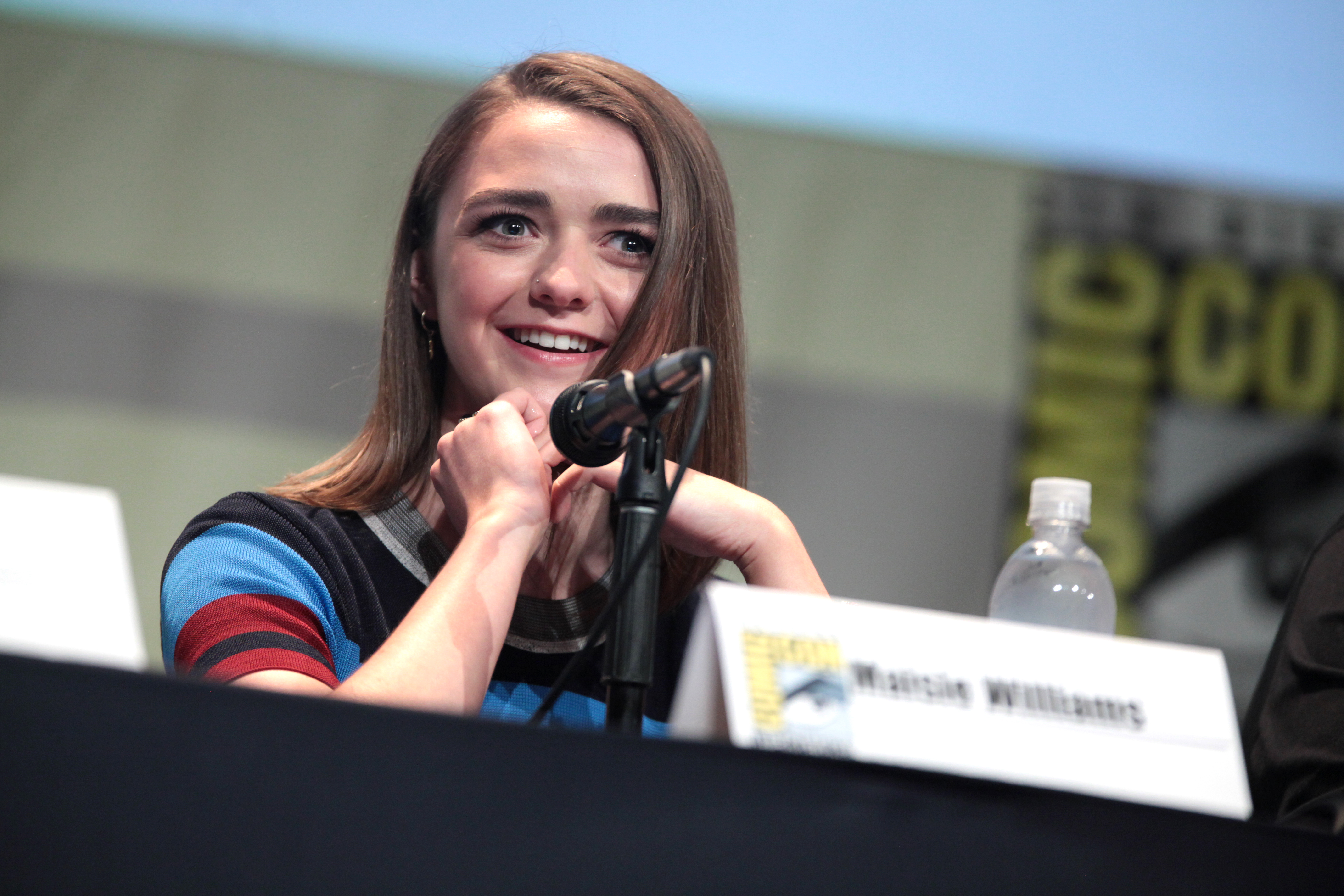
Le personnage est interprété par Maisie Williams dans la franchise X-Men.

Tandis qu'elle n'était que partiellement guérie, Féral combattit Rahne dans une bataille sanglante.
Le plus grand ennemi de Rahne, plus que le révérend Craig peut-être, fut Mystique qui tua sa mère adoptive Moira MacTaggert. Rahne jura vengeance la nuit où Moira mourut, mais depuis lors, les deux ne se sont pas croisées.

## Apparitions dans d'autres médias
- 2020 : New Mutants de Josh Boone, interprétée par Maisie Williams